# 아이작 브록
아이작 브록 경 KB (1769년 10월 6일– 1812년 10월 13일)은 영국 육군의 장교이자 건지에서 온 캐나다 부총독이다. 1802년 로어캐나다에 배정된 브록은 로어캐나다가 직무이탈과 폭동상태에 직면해 있었음에도 불구하고 수년간 어퍼캐나다의 정치적 안정을 이끌어냈다. 그는 소장으로 진급했고, 미국에 맞서 어퍼캐나다를 방어하게 되었다. 브록은 전쟁에 대비해 군대와 민병대를 조직하였고, 1812년 전쟁이 발발했을 때, 그는 포트매켄지와 디트로이트에서 승리를 거둠으로써 미군의 캐나다 침공 계획을 저지시키는데 성공했다.
디트로이트 포위전처럼 브록의 전투는 그에게 바스 훈장과 "어퍼캐나다의 영웅"이라는 별명을 가져다 주었다. 그의 이름은 종종 미국의 원주민 지도자인 테쿰세와 연결짓는 경우가 많은데, 두 사람은 단지 며칠 동안만 개인적으로 협력했었다. 브록은 퀸스턴 하이츠 전투에서 전사했지만, 영국군은 이 전투에서 승리를 거두었다.

## 어린 시절
브록은 채널 제도의 건지섬에 위치한 세인트피터포트에서 영국 해군의 장교 후보생이었던 존 브록과 부인 엘리자베스 드 리젤 사이에서 태어났다. 브록 가문은 16세기부터 건지섬에서 거주하고 있던 가문이었다. 브록은 근면성실한 학생이자 뛰어난 수영 실력과 복싱 실력으로 건지에서의 초등교육 당시 평판을 얻었다. 10살에 브록은 사우샘프턴의 학교에 갔고 로테르담에서 1년간 프랑스어를 공부했다.
그의 광범위한 공부 부족에도 불구하고, 브록은 교육에 대한 중요성을 알고 있었다. 성인이 되었을 때, 그는 배움의 질을 향상시키고자 대부분의 시간 동안 독서를 했다. 그는 군사 전략이나 군사학과 관련된 작품들뿐만 아니라 고대 역사나 실용적이지 않은 주제와 관련된 책들도 읽었다. 그가 죽을 무렵, 그는 윌리엄 셰익스피어, 볼테르, 새뮤얼 존슨과 같은 고전 문학 책을 포함한 여러 서적을 보유하고 있었다.

## 군사 경력
브록은 전쟁 이전 성공적인 군 경력을 쌓았고, 빠르게 진급했다. 그의 빠른 진급에는 운과 여러 능력이 적용했다. 정치적인 연결고리가 없었음에도 불구하고 브록이 전쟁이 없던 시기에도 진급을 할 수 있었던 이유에는 그의 징병 능력과 재정 관리, 그리고 그의 야망을 꼽기도 한다.

### 초기 경력
1785년 3월 8일 15세의 나이에 브록은 제8왕의보병연대에서 기수로 복무를 시작했고 연대의 깃발을 담당하게 되었다. 그의 형인 존 브록 역시 같은 연대에서 복무 중이었다. 그 당시 브록의 계급은 구입한 것이었다. 1790년 1월 16일 그는 중위로 진급했고 그해 말 그의 연대를 이끌게 되었다. 결과적으로 브록은 1791년 1월 27일 대위로 진급했고 6월 15일 왕립버크셔연대로 전출되었다.
그는 영국에서 징병을 담당하는데 대부분의 시간을 보냈고, 저지섬의 징병을 맡게 되었다. 그는 1795년 6월 27일 그의 소령 계급을 구매했고, 1796년 그의 옛 여단이 서인도 제도에서 복귀할 때 여단에 재복귀했다.

### 첫 지휘
1797년 10월 28일, 브록은 중령 계급을 구매했고, 1798년 3월 22일 프레드릭 카펠이 은퇴하면서 연대의 지휘관이 되었다. 이 때 당시 계급 구매는 매우 싸게 이루어졌으며, 선임자인 카펠은 이 문제로 인해 군법회의에 회부되기보다 은퇴하는 것을 선택했다.
1799년 제49보병연대는 랄프 에버크롬비의 지휘 하에 바타비아 공화국을 상대로 한 홀란드 원정에 배정되었다. 1799년 9월 10일 영국군이 상륙할 때 브록은 존 무어의 지휘 하에 첫 전투를 치렀다. 브록은 제49보병연대의 지휘를 제대로 하지 못했기에 실질적인 전투는 거의 없었다. 무어는 그들보다 더 경험이 풍부한 부대를 보내 교두보를 확충했다. 10월 2일 알크마르 전투에서 제49보병연대는 더 격렬한 전투를 치렀지만 승리를 거두었다.
제49보병연대는 에그몬트오프지 해안을 따라 진격했다. 프랑스의 저격수들이 제49보병연대를 공격했고, 6시간의 격전 끝에 영국군은 목표에서 1.6km 모자란 지점에서 공격을 중단했다. 1시간 동안의 근접전 이후 프랑스군이 철수했다. 브록은 전투에서 머스킷 총알에 의해 목에 부상을 입었다. 그의 목 부분 옷깃이 치명상을 입는 것을 막았다. 브록은 그 스스로 "나는 적이 철수하기 시작하자마자 쓰러졌지만 전장을 포기하지 않았고, 30분도 지나지 않아 내 임무로 돌아왔다."고 말했다.

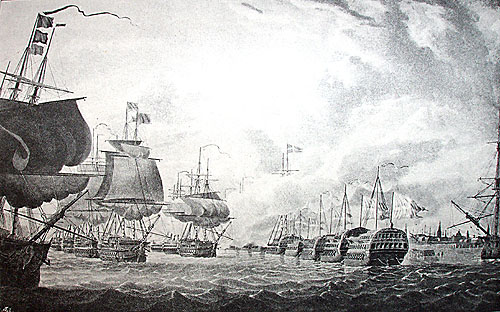
코펜하겐 전투. HMS 갠지스에 탑승한 브록은 도시의 요새를 향해 공격을 가하려고 했지만 그럴 필요가 없었다는 것이 입증되었다.

1801년 토마스 프리맨틀 제독이 지휘하는 HMS 갠지스에 타고 있던 브록은 코펜하겐 해전에 참전했다. 그의 병력은 코펜하겐에 위치한 요새를 공격하는 것이었다. 그러나 해전의 결과로 요새 공격이 필요가 없었음을 알게 되었고, 브록은 허레이쇼 넬슨의 뛰어난 전략을 목격할 수 있었다. 전투 후 토마스 프리맨틀과 브록은 넬슨 경과 승리를 축하했다. 1802년 브록과 제49보병연대는 캐나다로 가게 되었다.

### 캐나다 배속
브록은 제49보병연대의 나머지 부대원들과 함께 캐나다에 도착했고, 초기에 몬트리올에 배정받았다. 1804년 그는 캐나다의 주요 문제 중 하나인 근무 이탈에 직면했다. 캐나다 병사 7명이 보트를 훔쳐 강을 건너 미국과의 국경 지대에 다다랐다. 미국 영토에 대한 관할권이 없었음에도 불구하고 브록은 국경을 건너 분대를 보내 도망자들을 체포했다.

### 폭동
브록은 포트조지에서 몇몇 본부가 장교들을 수감하고 미국으로 도주하려는 계획을 세웠다는 보고를 받았다. 그는 즉각적으로 메시지를 가져온 스쿠너를 타고 포트조지로 가서 로저 셰프의 지휘를 받는 포트조지로 향했다. 브록의 예상치 못한 도착을 환영하기 위해 몇몇 보위대만이 모여 있었다. 요새에 혼자 들어간 브록은 보위대의 하사에게 무장을 해제할 것을 지시했다. 이 때가 저녁 시간이었기 때문에, 모든 병사들은 막사에 있었다. 브록은 모든 병사들의 소집을 지시했고, 현장을 처음 목격한 윌리엄 중위에게 폭동의 핵심지도자로 의심되는 병사를 데려오라고 명령했다. 윌리엄은 의심병사를 찍은 후 그를 유치소에 가두었다. 다른 용의선상의 폭동자들도 붙잡혔다.
브록은 12명의 폭동자들과 7명의 직무 이탈자를 퀘벡으로 보내 군법회의에 회부했다. 폭동자들은 모든 장교들을 수감하고 나이아가라 강을 건너 미국의 퀸즈타운에 가려고 했었다. 7명의 병사들은 곧바로 처형되었다. 폭동자들은 셰프의 지휘의 혹독함에 그런 조치를 취할 수밖에 없었다고 증언했다. 그들은 브록의 지휘를 받았다면 그런 행동을 취하지 않았을 것이라고 말했다.

### 전쟁 준비
1805년부터 1806년 사이의 겨울, 브록은 10월 29일 대령으로 진급한 후 잠시 영국에 있었다. 브록은 영국에서 잠시 영국 육군 전체의 지휘를 맡은 후 캐나다로 돌아왔다. 1806년부터 미국과 영국 사이의 관계는 나빠지기 시작했고, 1807년 체사피크 레오퍼드 사건과 리틀 벨트 사건 이후 양국 관계는 전쟁이 발발할 때까지 더욱 악화되었다.
미국은 영국이 미국의 선원들을 영국 해군으로 일하게 한 것과 영국의 미국 무역 제한에 대해 미국의 주권을 침해하는 것이라 생각해 영국에 대한 불만이 고조되고 있었고, 영국령 북아메리카 식민지들의 방어가 형편없을 것이라고 생각해 영토를 침략하고 병합하고자 하는 목표가 있었다. 미국의 불만은 영국 해군의 프랑스 항구 봉쇄 및 왕립 해군의 미국 항해사들 억류, 그리고 서부 국경에서 미국의 정착촌을 공격하는 원주민들에 대한 영국의 지원이 있을 것이라는 믿음이 포함되어 있었다. 미국의 매파들은 영국을 응징하기 위해 캐나다를 침공할 것과 원주민들에 의한 미국의 이익 위협을 줄일 것을 요구했다. 또한 미국의 지도자들은 증가하는 인구에 새로운 영토가 필요하다고 믿고 있었고, 일부 지도자들은 미국만이 유일한 북아메리카 대륙의 통치자로 여기고 있었다. 이러한 철학은 나중에 "명백한 운명"이라고 알려지게 되었다. 미국 매파들은 캐나다의 식민지인들이 봉기하여 미국 침공군을 해방군으로써 환영할 것이라고 생각했고, 토머스 제퍼슨이 말한 것처럼 캐나다를 정복하는 것은 "군대가 행진하는 문제"라고 보고 있었다.
미국의 침공 위협에 대비해 브록은 재빠르게 캐나다의 방어를 강화하기 시작했다. 그는 퀘벡 시에 포대의 수를 증가시키고 방어벽을 건설해 도시의 요새화를 강화했다. 브록은 그의 군사와 관련된 독서 덕분에 포대를 설치하거나 운용하는 방법들을 잘 알고 있었다. 그는 또한 호수와 강의 수송을 담당하는 지방해병대를 재배치하고 병력을 강화했다. 그는 오대호를 사수하기 위해 전함 건조를 명령했고, 해군 병력의 발전을 꾀했다. 이는 전쟁 기간 동안 중심이 되는 문제였다. 하지만 군을 위한 브록의 민간 토지 및 노동력 전용은 토마스 던이 이끄는 민정부와 충돌을 일으켰다.
1807년 브록은 총독 제임스 헨리 크레이그의 지시에 의해 준장으로 진급했다. 그는 캐나다군의 새로운 사령관이 되었다. 그는 1810년 어퍼캐나다의 모든 병력을 통솔하고 있었다. 이 기간 동안 브록은 유럽으로의 배치를 지속적으로 요구하고 있었다. 1811년 그는 소장으로 진급했고, 19월에는 프랑수아 고어가 영국으로 떠났다. 브록은 군사령부 상급장교와 의회의 상원으로써 어퍼캐나다에 파견되었다. 이 덕분에 그는 민군행정권을 모두 통솔할 수 있게 되었다. 1812년 초 유럽으로 와도 좋다는 영국 정부의 허가가 떨어졌을 때, 브록은 미국과의 전쟁에서 캐나다를 지켜야하는 임무가 있다고 믿고 허가를 거부했다.
어퍼캐나다의 행정가로써, 브록은 전쟁 준비를 위해 여러 변화를 추진했다. 그는 입법부의 반대에도 불구하고 민병대 법을 개정해 이용가능한 자원자들의 징집을 허용했고, 이들의 훈련을 강화시켰다. 그는 방어시설의 강화와 방어군의 증강을 계속했다. 브록은 쇼니 족의 수장인 테쿰세와 같은 원주민 지도자들을 색해 전쟁 당시 캐나다와 동맹을 맺으려고 했다. 이러한 시도들은 미국이 캐나다를 재빠르게 정복할 것이라는 일반적인 믿음과는 달리, 캐나다군에게 전투 기회를 줄 수 있는 전략을 추구하는 것이었다.

## 같이 보기
- 테쿰세
- 1812년 전쟁
- 어퍼 캐나다

## 노트
1. ↑  Traditionally the regimental colours were placed in the care of the regiment's most junior officer, which in this case would be Brock.
2. ↑  In British practice of the time brigadier general was not a permanent rank but an appointment of colonels or lieutenant colonels for a specific purpose or period of time